# 去年聖誕節 (歌曲)
〈去年聖誕節〉是英国流行双人组威猛樂隊的一首歌曲，由史诗唱片于1984年12月3日发行。歌曲由乔治·迈克尔创作与制作，并被许多艺人翻唱。
该歌在丹麦、斯洛文尼亚和瑞典等国的音乐榜单取得了冠军，在比利时、荷兰、匈牙利、爱尔兰、意大利、挪威，新西兰和英国等8个国家则取得了亚军。威猛樂隊将歌曲的全部特许权使用费捐赠给了埃塞俄比亚饥荒。在2012年12月的一个英国全境的投票中，歌曲位列独立电视网特别节目《全国最受欢迎圣诞歌曲》第8名。这首歌曲在2015年前是英国21世纪播放次数最多的圣诞歌曲，直到被《Fairytale of New York》取代。
1985年，威猛乐队到中国演出时，曾经请香港作曲家把包括该歌曲在内的几首代表作填写了中文歌词，并邀请了歌手成方圆进行演唱，连同英文原唱一起灌录的唱片作为赠品随票赠送给观众。2017年12月23日，邓紫棋在「Queen of Hearts 世界巡回演唱会」大连站上，曾演奏由她自己改编的中文版〈去年聖誕節〉。2021年1月1日，〈去年聖誕節〉终于获得当周英国单曲榜冠军，这也创造了单曲发行后夺冠所需最长时间的纪录——36年。

## 创作
〈去年聖誕節〉的创作始于1983年，乔治·迈克尔和安德鲁·里奇利探望迈克尔的父母时，迈克尔在他小时候住的卧室里写下了这首歌曲。迈克尔向里奇利演唱了这首歌曲的前奏和副歌的旋律，里奇利后来称这是个“奇妙时刻”。
歌曲於1984年8月在英國倫敦的Advision Studios開始錄製，乔治·迈克尔製作和演奏了曲目中的每一種樂器，以及MV的創作和演出。使用樂器分別是LinnDrum鼓機、Roland Juno-60合成器和雪橇鈴鐺，迈克尔還表示「在[錄音室]貼上聖誕裝飾品以營造氣氛」。